# Behind the Candelabra
Behind the Candelabra is een Amerikaanse dramafilm uit 2013, geregisseerd door Steven Soderbergh. 
De film brengt de laatste tien jaar uit het leven van pianist Liberace in beeld en de relatie die hij had met Scott Thorson. Het verhaal is gebaseerd op de memoires van Thorson, Behind the Candelabra: My Life with Liberace (1988). Het scenario is van Richard LaGravenese. De producent was Jerry Weintraub. De première vond op 21 mei 2013 plaats op het Filmfestival van Cannes. De film dong mee naar de Gouden Palm. Uitzending vond op 23 mei 2013 plaats op de Amerikaanse televisiezender HBO. In het Verenigd Koninkrijk ging de film op 7 juni in de bioscopen in omloop. De film ontving positief onthaal bij de filmkritiek en er was veel waardering voor de prestaties van de hoofdrolspelers Michael Douglas en Matt Damon. De film won elf Emmy Awards en twee Golden Globe Awards.

## Verhaal
In 1977 ontmoet de 18-jarige Scott Thorson (Matt Damon), een dierentrainer in de filmindustrie, Bob Black (Scott Bakula), een producent in Hollywood, in een homobar in Los Angeles.  Op aanraden van Black verlaat hij zijn pleeggezin op zoek naar beter betaald werk. Black introduceert Thorson bij Liberace (Michael Douglas), die zich onmiddellijk aangetrokken voelt tot de knappe, veel jongere man.  Liberace nodigt de twee uit in zijn kleedkamer en vervolgens in zijn luxueuze woning in Las Vegas.  Thorson ziet dat een van Liberaces geliefde honden lijdt aan een tijdelijke vorm van blindheid en met zijn achtergrond als veterinair assistent informeert hij de beroemde pianist dat hij weet wat er aan de kwaal te doen valt.  Na behandeling van de hond wordt Thorson op diens verzoek Liberaces "assistent". Thorson krijgt ook een baan als Liberaces toneelchauffeur, wat betekent dat hij een Rolls-Royce het podium op moet rijden bij Liberaces grote entrees.
Thorson trekt bij Liberace in en wordt zijn geliefde. Thorson geeft aan dat hij biseksueel is, omdat hij ook op vrouwen valt. Liberace leeft mee en laat weten dat hij zich heeft ingespannen van vrouwen te houden, maar dat hij zich uitsluitend door mannen aangetrokken voelt. Hij vertelt het verhaal van een "goddelijke genezing" waarin een boodschapper hem liet weten dat God nog steeds van hem houdt.
Het wordt geleidelijk duidelijk dat Liberace probeert Thorson om te vormen tot een jongere versie van zichzelf. Hij vraagt zijn plastisch chirurg, Dr. Jack Startz (Rob Lowe), Scotts gezicht meer op het zijne te laten lijken en hij doet een niet geslaagde poging hem formeel als zoon te adopteren. Thorson neemt zijn toevlucht tot drugs, aangezien hij steeds bozer en meer gefrustreerd wordt dat Liberace probeert hem onder controle te krijgen, maar anderzijds geobsedeerd bezig is hun verhouding buiten de publiciteit te houden.
In 1982 leidt Thorsons toenemende drugsgebruik en Liberaces belangstelling voor jongere mannen onder wie een danser uit zijn gezelschap tot een scheuring die uiteindelijk het einde van hun relatie inzet. Als Liberace pornografische peep shows begint te bezoeken en suggereert dat ze elk andere mensen gaan zien, wordt Thorson woedend.  Thorson neemt een advocaat in de arm om zijn financiële belang veilig te stellen door het vorderen van $100.000.000 partneralimentatie. Het gevolg is dat Liberace hun partnerschap beëindigt en zich overgeeft aan zijn meest recente, en veel jongere "assistent".  In 1984 begint de door Thorson aangespannen rechtszaak, waarbij hij details onthult over zijn vijfjarige romance met de entertainer, terwijl Liberace domweg enige seksuele relatie ontkent. De zaak eindigt in een schikking die Thorson maar $75.000 oplevert.
Niet lang daarna, in december 1986, krijgt Thorson een telefoontje van Liberace met de boodschap dat hij ernstig ziek is door wat later aids blijkt te zijn. Hij zou het erg fijn vinden als Thorson hem komt opzoeken. Thorson stemt toe en rijdt naar Liberaces verpleegverbijf in Palm Springs, waar hij en Liberace een laatste emotionele conversatie hebben. Liberace sterft een paar maanden later in februari 1987. Thorson gaat naar Liberaces begrafenis, waarbij hij zich inbeeldt dat hij Liberace nog een keer ziet optreden in de traditionele flamboyante stijl alvorens hij met een toneeltakel naar de Hemel wordt getild.

## Rolverdeling
- Michael Douglas als Liberace
- Matt Damon als Scott Thorson
- Dan Aykroyd als Seymour Heller
- Rob Lowe als Dr Jack Startz
- Debbie Reynolds als Frances Liberace
- Scott Bakula als Bob Black
- Boyd Holbrook als Cary James
- Tom Papa als Ray Arnett
- Nicky Katt als Mr Y
- Cheyenne Jackson als Billy Leatherwood
- Paul Reiser als Mr Felder
- David Koechner als Adoption attorney
- Peggy King als TV Vocalist